# Villa Santa Rita
Villa Santa Rita är en del av en befolkad plats i Argentina.   Den ligger i provinsen Buenos Aires, i den centrala delen av landet, i huvudstaden Buenos Aires. Villa Santa Rita ligger 25 meter över havet och antalet invånare är 34 000.
Terrängen runt Villa Santa Rita är mycket platt. Runt Villa Santa Rita är det mycket tätbefolkat, med 10 000 invånare per kvadratkilometer.. Närmaste större samhälle är Buenos Aires, 9,5 km öster om Villa Santa Rita. 
Runt Villa Santa Rita är det i huvudsak tätbebyggt.